# Bernard Membe
Bernard Kamilius Membe (Regione di Lindi, 9 novembre 1953 – Dar es Salaam, 12 maggio 2023) è stato un politico tanzaniano, ministro degli affari esteri dal 2007 al 2015.

## Biografia
Nato nella Regione di Lindi, allora parte del Territorio del Tanganica, il 9 novembre 1953, studiò scienze politiche presso l'Università di Dar es Salaam e relazioni internazionali all'Università Johns Hopkins. Svolse poi la leva militare per un anno in un campo militare nei pressi di Oljoro.

### Carriera politica

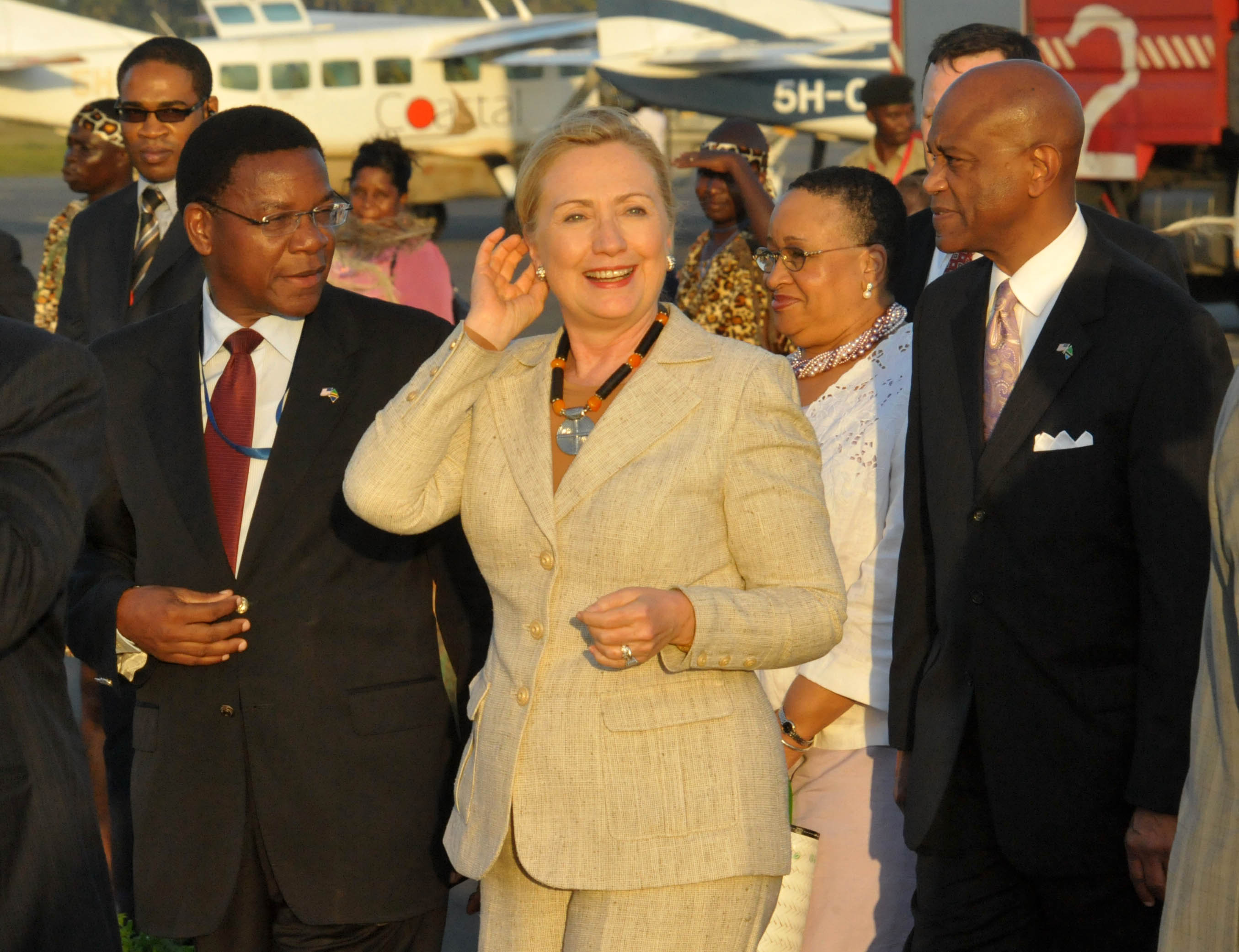
Bernard Membe assieme alla segretaria di stato degli Stati Uniti, Hillary Clinton, all'aeroporto di Dar es Salaam nel 2011.

Nel 1992, dopo aver terminato gli studi universitari, venne nominato consigliere dell'ambasciatore tanzaniano in Canada, incarico che occupò fino al 2000.
Candidato alle elezioni del 2000 come parlamentare, risultò eletto per la circoscrizione di Mtama con il partito Chama Cha Mapinduzi. Candidato anche alle elezioni del 2005 e del 2010, vinse anche in queste occasioni il seggio.
Nel 2006, mentre faceva parte del parlamento, fu inizialmente nominato dal presidente Jakaya Kikwete viceministro degli affari interni; successivamente divenne viceministro dell'energia e dei minerali. Rimase in tale carica fino al gennaio 2007, quando venne scelto per occupare l'incarico di ministro degli affari esteri, dopo che la predecessora Asha-Rose Migiro era divenuta vicesegretaria delle Nazioni Unite.
Nel 2015 finì il suo mandato da ministro. Nello stesso anno, annunciando pubblicamente la sua non ricandidatura parlamentare, si pensò che gareggiasse per le presidenziali, fatto che venne successivamente smentito.
Nel febbraio 2020 venne espulso dal Chama Cha Mapinduzi, secondo cui Bernard Membe avrebbe violato l'etica e la costituzione del partito. Si difese, affermando che non aveva commesso nulla di illecito.
Dopo alcuni mesi da indipendente, nel luglio dello stesso anno entrò nel partito di opposizione Alliance for Change and Transparency ("Alleanza per il Cambiamento e la Trasparenza"). Annunciò la sua intenzione di candidarsi alle elezioni presidenziali del 2020 se anche tale partito fosse stato d'accordo. Successivamente, con l'approvazione del partito, si candidò ufficialmente. Alle elezioni si posizionò terzo, venendo battuto da John Magufuli del CCM e da Tundu Lissu del Chadema.
Nel marzo 2022 decise di tornare al Chama Cha Mapinduzi.